# Iguanas híbridas
Iguanas híbridas, nascidas do cruzamento de uma iguana-marinha macho com uma iguana-terrestre fêmea podem viver tanto na terra quanto no mar.
A iguana híbrida pode ser considerada um sucesso,  com garras afiadas e podem escalar rochas debaixo d'água comer algas marinhas e comer cactos como as iguanas terrestres.
São híbridos de primeira geração, resultado da criação intergenéricos entre um macho Iguana marinha (género Amblyrhynchus) e uma fêmea Iguana terrestre (género Conolophus) , provavelmente é estéril.
Ocorre quando, devido a falta de algas marinhas, as iguanas marinhas procurarão o alimento na terra, tomando a fonte do alimento das colônias de iguanas da terra e assim as duas espécies se encontram podendo ocorrer cruzamentos.